# 孙鑨
孫鑨（1525年—1594年），后人有误传作“孙龙”，字文中，号立峰，锦衣卫官籍浙江余姚县（今属浙江省慈溪市）横河孙家境人，明朝大臣。时与平湖陆光祖、余姚陈有年并称为“浙中三贤太宰”，闻名天下。

## 生平
嘉靖二十二年（1543年）癸卯科顺天府乡试第二十名举人，三十五年（1556年）丙辰科会试二百十名，廷试二甲第二名进士，吏部观政，授兵部武库司主事，三十七年升员外郎，四十二年復除原职，升郎中。任武选司郎中的时候，当时的尚书杨博很器重孙鑨。明世宗好仙道之术，斋居深宫长达二十年，官员进谏即获罪，孙鑨仍竭力指出宠幸方士术士之害。孙鑨之言少有人听，于是他只好告病回乡。
隆庆元年，起用任南京吏部文选司郎中，三年正月升南京尚宝司卿，六年正月升南京鸿胪寺卿。万历三年（1575年）三月升提督四夷馆太常寺卿，十月升通政司右通政，四年十月升光禄寺卿。后告病还乡，一住十年，居于故里一小楼，宾客很少能见到他。十五年再次启用，官复原职，九月进大理寺卿。常据理力争，帝均从其议。十六年七月升刑部右侍郎，十七年六月升左侍郎，八月改吏部左侍郎，十八年五月升南京吏部尚书，二十年三月改任南京兵部，参赞机务，几日後又改任吏部尚书。
二十一年曾卧病三月，上书十次请求辞官回乡，至七月才被允许回籍。二十二年（1594年）逝世，享年七十，二十三年六月賜祭葬，二十七年赠太子太保，谥清简，葬于会稽铸浦山。

## 家族
曾祖孫新，封刑部主事贈礼部尚书。祖父孫燧，巡抚江西右副都御史贈礼部尚书謚忠烈。父亲孙升，南京礼部尚书贈太子少保謚文恪；母親韓氏，赠夫人；繼母楊文儷，封夫人。兄孫鏌，光禄寺署丞；孫鈳（序班）；孫镃（府同知）；孫鈺（管锦衣卫事都督佥事）；孫𨫼（上林苑署丞）；弟孫鋌，左春坊左谕德兼侍读；孫鈞，戊辰進士；孫鑛（官生）；孫镶。
娶御史錢應揚之女，生二子：長子孫如法，癸未進士；次子孫如洵，癸丑進士。同母弟孙铤（礼部尚书）；異母弟孙錝（太仆寺卿）、孙鑛（兵部尚书）及孫鑲、異母妹孫鐶。

## 延伸阅读
[在维基数据编辑]
 《明史卷二百二十四》，出自《明史》